# Калифорния Виктори
«Калифо́рния Ви́ктори» (англ. California Victory) — бывший американский профессиональный футбольный клуб из города Сан-Франциско штата Калифорния. В 2007 году выступал в Первом дивизионе ЮСЛ.

## История
12 октября 2006 года американский бизнесмен украинского происхождения Дмитрий Питерман, президент испанского клуба «Депортиво Алавес», официально приобрёл франшизу Первого дивизиона ЮСЛ, которая начнёт выступление с сезона 2007 года. Клуб получил название «Калифорния Виктори» в честь города, где располагается «Алавес», Витория, столицы провинции Алава в Стране Басков Испании. Домашним стадионом клуба стал «Кезар Стэдиум» в Сан-Франциско, штат Калифорния, вместимостью в 10 тыс. мест. Генеральным менеджером клуба был назначен Терри Фишер.
7 декабря 2006 года на должность главного тренера клуба был утверждён суринамский специалист Гленн ван Стратум, его ассистентом стал Уго Перес.
«Виктори» провёл свой дебютный матч 28 апреля 2007 года против «Ванкувер Уайткэпс», сыграв вничью 2:2. Свою первую победу «Виктори» добыл 7 июня 2007 года, обыграв со счётом 1:0 тех же «Ванкувер Уайткэпс».
В сентябре 2007 года Дмитрий Питерман прекратил поддержку «Калифорния Виктори», после чего болельщики запустили кампанию по спасению клуба.
28 ноября 2007 года USL-1 объявила, что «Калифорния Виктори» не будет играть в следующем сезоне, но возможно вернётся в сезоне 2009 года с новым владельцем.

## Последний состав
Источник: Список игроков на официальном сайте клуба. Архивировано из оригинала 27 сентября 2007 года.

| №  |              | Поз. | Имя              | Год рождения |
| -- | ------------ | ---- | ---------------- | ------------ |
| 1  | Флаг США     | Вр   | Доминик Джакубек | 1979         |
| 3  | Флаг США     | Защ  | Кил Маккланг     | 1985         |
| 5  | Флаг Мексики | Защ  | Уго Касильяс     | 1981         |
| 6  | Флаг США     | Защ  | Крис Шварц       | 1983         |
| 7  | Флаг США     | ПЗ   | Чак Ким          | 1984         |
| 8  | Флаг США     | ПЗ   | Мэттью Лангиус   | 1984         |
| 10 | Флаг США     | ПЗ   | Майк Муньос      | 1983         |
| 11 | Флаг Мексики | ПЗ   | Омар Агуайо      | 1982         |
| 13 | Флаг Мексики | ПЗ   | Рикардо Санчес   | 1982         |

| №  |              | Поз. | Имя             | Год рождения |
| -- | ------------ | ---- | --------------- | ------------ |
| 14 | Флаг США     | Защ  | Мэтт Фицджералд | 1984         |
| 15 | Флаг Мексики | ПЗ   | Хосе Ретис      | 1979         |
| 16 | Флаг США     | Нап  | Юри Моралес     | 1981         |
| 17 | Флаг США     | ПЗ   | Джош Тьюдела    | 1984         |
| 22 | Флаг США     | Вр   | Эрик Рид        | 1983         |
| 23 | Флаг США     | Нап  | Федерико Бьянки | 1983         |
| 24 | Флаг США     | Нап  | Эрон Чандлер    | 1983         |
| 26 | Флаг США     | Защ  | Майк Рандолф    | 1985         |

## Статистика
| Сезон | Лига                | Регулярный чемпионат | Плей-офф            | Открытый кубок США |
| ----- | ------------------- | -------------------- | ------------------- | ------------------ |
| 2007  | Первый дивизион ЮСЛ | 12-е место           | не квалифицировался | 3-й раунд          |